# Vanna Iori
Vanna Iori (Poviglio, 23 ottobre 1948) è una politica e pedagogista italiana.

## Biografia
Nata a Poviglio (Reggio Emilia) nel 1948, ha conseguito due lauree e il titolo di Dottore di ricerca in Pedagogia (Education) presso l'Università degli Studi di Bologna nel 1987.
Dopo avere insegnato Italiano e Latino nei Licei, è stata docente di Pedagogia presso la facoltà di Lettere e Filosofia dell'Università degli Studi di Parma; dal 1996 al 1998 e docente presso la Facoltà di Scienze della Formazione dell'Università degli Studi di Milano (Statale), dal 1998 al 2000 insegna presso le sedi di Brescia e Milano dell'Università Cattolica del Sacro Cuore. Nel 2000 diviene professore associato e dal 2003 è professore ordinario presso la Facoltà di Scienze della Formazione dell'Università Cattolica di Milano. Ha dedicato i suoi studi prevalentemente a due filoni di ricerca: le relazioni educative familiari e l'educazione alla vita emotiva. Tutti i suoi studi si sono mossi nell'ambito dell'orientamento fenomenologico-esistenziale.
Ha insegnato "Pedagogia generale e sociale", "Pedagogia della comunicazione", "Pedagogia della famiglia", "Pedagogia interculturale" e "Pedagogia della differenza di genere" presso la sede di Piacenza, dove è stata Coordinatrice del Corso di Laurea in Scienze dell'educazione e della Formazione.
Ha creato e diretto il Master Universitario “Relazioni e sentimenti nelle professioni educative e di cura”.
Inoltre è nominata membro del collegio docenti del Dottorato di Pedagogia (Education) di Milano ed è componente del Comitato scientifico del Master “Geobank” (Facoltà di Giurisprudenza e di Economia e commercio) dell'Università Cattolica.
Nel luglio 2017 le viene conferito il Premio Telefono Azzurro, nel trentennale della fondazione,  con lettera del Presidente della Repubblica Sergio Mattarella. La motivazione del premio è indicata nell’attenzione al contrasto della violenza minorile, del bullismo e cyberbullismo, e nel sostegno al ruolo della genitorialità e della famiglia, uno dei temi prioritari delle sue ricerche.
Nel marzo 2020 le viene conferito il Premio alla Carriera dalla S.I.P.E.D. (Società Italiana Di Pedagogia), con targa e pergamena, per l'attività scientifica, accademica e politica svolta in campo pedagogico.
Nel 2020 le viene dedicato un volume dal titolo "Aver cura dell'esistenza. Studi in onore di Vanna Iori" (a cura di D. Bruzzone e E. Musi), Milano, Franco Angeli, contenente saggi e tabula gratulatoria dei più illustri pedagogisti degli atenei italiani.

### Attività professionale
Oltre all'attività accademica, Vanna Iori ha sempre svolto attività con servizi educativi e socio-assistenziali. Nel 1995 ha fondato l'"Osservatorio Famiglie" del Comune di Reggio Emilia e ne ha mantenuto la direzione scientifica fino al 2010, producendo la collana editoriale "Strumenti"  che ha pubblicato annualmente ricerche sui mutamenti demografici e relazionali delle famiglie e sui rapporti con i servizi pubblici e del Terzo Settore.
Dal 2010 ha ricoperto la carica di Presidente dell'ASP “O.S.E.A.” (Opere di Servizi Educativi Assistenziali) per minori di Reggio Emilia.
È membro del direttivo per la gestione della convenzione tra Università Cattolica e Cariparma-Crédit Agricole per la formazione e lo sviluppo delle risorse umane e placement, occupandosi in particolare della progettazione e del coordinamento delle attività di formazione manageriale sui temi legati alla gestione del gruppo, alla leadership femminile, al public speaking, all'"intelligenza emotiva" e alla gestione delle riunioni. In tale contesto ha condotto il progetto "Artemisia" sulle strategie per una gestione della banca che valorizzi i percorsi di carriera femminili, e ha pubblicato il volume "Fare la differenza" (Ed. Franco Angeli, 2014).
Dal luglio 2021 è membro del Comitato di Indirizzo dell'ISTITUTO GIUSEPPE TONIOLO di STUDI SUPERIORI, Ente fondatore dell'Università Cattolica del Sacro cuore.
Dal gennaio 2023 è membro del Comitato scientifico dell'OSSERVATORIO GIOVANI dell'Istituto Toniolo.

### Attività scientifica
Le sue ricerche si muovono secondo la prospettiva fenomenologica, con particolare riferimento agli sviluppi negli esistenzialismi e nell'antropoanalisi. Tali orientamenti sono stati sviluppati sia nella riflessione teoretica ed epistemologica, sia in diversi ambiti tematici (famiglia, cura e vita emotiva, con particolare riferimento alle professioni educative, sociali, sanitarie e aziendali).
È stata tra i fondatori del gruppo di Pedagogia fenomenologica "Encyclopaideia" presso l'Università di Bologna nel 1987, coordinato dal prof. Piero Bertolini. E nel 1996 ha fondato la Rivista internazionale Encyclopaideia  ed è memebro del dell'Advisry board. È inoltre membro del Comitato Scientifico del Centro di Ricerca in Fenomenologia e Scienze della Persona ("Research Centre in Phenomenology and Sciences of the Person") dell'Università San Raffaele di Milano Ha fondato, assumendone il coordinamento scientifico, il gruppo di ricerca e formazione "Eidos" sui temi della vita emotiva, in prospettiva fenomenologica che prosegue nel direttivi del centro studi "C.A.R.E.", contesti, affetti e relazioni educative. È membro del gruppo di ricerca “La.Pe.” (Laboratorio Pedagogico) e del Direttivo di “Graphein” (Società di Pedagogia e Didattica della Scrittura).
Dirige le seguenti collane editoriali: “Vita emotiva e Formazione” e "Pedagogia teoretica (Edizioni Franco Angeli); “Strumenti” (ed. Unicopli); “Aver cura della vita emotiva” (ed. Guerini). Co-dirige, inoltre, le collane: “Pedagogia Fenomenologica” (con M. Dallari, R. Farnè, L. Mortari) e "Testi in testa" (per le edizioni Erickson),  “Scienze della narrazione” (con D. Demetrio ed altri) per le edizioni Mimesis,"Pedagogia teoretica" (con L. Mortari), Ed. FrancoAngeli. È, infine, nella direzione di diverse riviste e comitati scientifici di riviste, tra cui: “Animazione sociale” (Ed. "Gruppo Abele"), “La Famiglia” (La Scuola Editrice), “Adultità” (ed. Guerini), "Attualità pedagogiche (dir. Emiliana Mannese). 
Oltre ad essere membro di comitati scientifici di diverse riviste nazionali e internazionali, affianca tali pubblicazioni con articoli divulgativi su giornali, riviste, quotidiani e testate giornalistiche online, trasmissioni televisive e radiofoniche, su tematiche pedagogico-sociali.

### Attività politica
Alle elezioni politiche del 2013 viene eletta deputata della XVII legislatura della Repubblica Italiana nella circoscrizione Emilia-Romagna. Diviene membro della II Commissione permanente (Giustizia) e successivamente dalla Commissione Istruzione nonché della "Commissione parlamentare per l'infanzia e l'adolescenza".
Alle elezioni politiche del 2018 viene eletta senatrice della XVIII legislatura della Repubblica Italiana nel collegio uninominale di Reggio nell'Emilia, divenendo capogruppo del PD in Commissione 7a (Istruzione pubblica, Beni culturali, Università e Ricerca) e, dal luglio 2020, capogruppo in Commissione 12a (Igiene e Sanità), nonché membro della commissione parlamentare "Diritti umani" e della "Commissione parlamentare per l'Infanzia e l'Adolescenza".
In entrambe le legislature ha svolto attività legislativa e numerosi interventi in commissioni e in aula, prevalentemente sui temi socio-educativi e socio-sanitari.
Al termine della XVIII legislatura decide di non ricandidarsi in Parlamento, continuando a svolgere attività culturale con pubblicazioni e convegni in diversi contesti.

### Pubblicazioni
Ha scritto numerosi volumi monografici e oltre duecento saggi pubblicati da riviste scientifiche specializzate, nazionali e internazionali. 
Tra i volumi:
- Vanna Iori, Essere per l'educazione, Firenze, La Nuova Italia, 1988, ISBN 88-221-0592-3.
- Vanna Iori - Vittorina Caroni, Asimmetria nel rapporto educativo, Roma,  Armando, 1989, ISBN 88-7144-017-X.
- Vanna Iori, Eloisa o la passione della conoscenza, Milano, Franco Angeli, 1994, ISBN 88-204-8585-0.
- Vanna Iori, Generazioni, Milano, Unicopli, 1999, ISBN 88-400-0631-1.
- Vanna Iori,Filosofia dell’educazione, Milano, Guerini, 2000, ISBN 88-8335-062-6.
- Vanna Iori, Lo spazio vissuto, RCS, La Nuova Italia, 2003, ISBN 88-221-1745-X.
- Vanna Iori, Fondamenti pedagogici e trasformazioni familiari, Brescia, La Scuola, 2001, ISBN 88-350-9972-2.
- Vanna Iori, Emozioni e sentimenti nel lavoro educativo e sociale, Milano, Guerini, 2003, copia omaggio.
- Vanna Iori - L. Mortari, Per una città solidale. Le risorse informali nel lavoro sociale, Milano, Unicopli, 2005, copia omaggio.
- Vanna Iori, Quando i sentimenti interrogano l'esistenza, Milano, Guerini, 2006, ISBN 88-8335-778-7.
- Vanna Iori, Separazioni e nuove famiglie. L'educazione dei figli, Milano, Raffaello Cortina, 2006,  88-6030-015-0.
- Vanna Iori, Nei sentieri dell'esistere. Spazio, tempo, corpo nei processi formativi, Trento, Erickson, 2006, ISBN 88-7946-928-2.
- G. Lasala, P. Fagandini, Vanna Iori,F. Monti, I. Blickstein (Eds),  Coming into the World: A Dialogue between Medical and Human Sciences, Berlin . New York, De Gruyter, 2006, ISBN 3-11-019018-4.
- Vanna Iori - M. Rampazi, Nuove fragilità e lavoro di cura, Milano, Unicopli, 2008, ISBN 978-88-400-1271-1.
- Vanna Iori, Il sapere dei sentimenti, Milano, Francoangeli, 2009, ISBN 978-88-568-0519-2.
- Vanna Iori, Quaderno della vita emotiva, Milano, FrancoAngeli, 2009, ISBN 978-88-568-1184-1.
- Vanna Iori, Ripartire dall'esperienza. Direzioni di senso nel lavoro sociale, Milano, FrancoAngeli, 2010.
- Vanna Iori, Guardiamoci in un film, Milano, FrancoAngeli, 2011, ISBN 978-88-568-3863-3.
- Vanna Iori, Animare l'educazione. Gioco, pittura, musica, danza, cinema, parole, Franco Angeli, Milano, 2012, ISBN 978-88-204-0702-5.
- Vanna Iori, Genitori comunque. Padri detenuti e diritti dei bambini, Milano, FrancoAngeli, 2012, ISBN 978-88-568-4796-3.
- Vanna Iori - Daniele Bruzzone, Le ombre dell'educazione, Franco Angeli, Milano, 2015, ISBN 978-88-917-1139-7.
- Vanna Iori, Educatori e pedagogisti. Senso dell'agire educativo e riconoscimento professionale, Trento, Erickson, 2018, ISBN 978-88-590-1603-8.
- Vanna Iori - Fabio Gianotti, Unosuquattro, Milano, FrancoAngeli, 2021, ISBN 978-88-351-1077-4.